# Academie voor Reformatorische Opleiding en Studies
De Academie voor Reformatorische Opleiding en Studies (Afrikaans: Akademie Reformatoriese Opleiding en Studies) (AROS) is een particuliere Afrikaanstalige universiteit in Zuid-Afrika. De universiteit biedt alleen onderwijskundige richtingen aan. In het academische jaar 2017 heeft AROS ongeveer 1.100 ingeschreven studenten. De onderwijsprogramma's van AROS zijn het best te vergelijken met de onderwijsprogramma's van de pabo.

## Geschiedenis

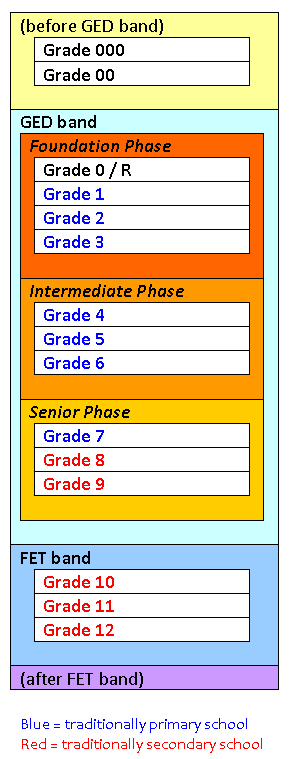
Het onderwijssysteem in Zuid-Afrika.

In 2003 wilde de Potchefstroomse Universiteit voor Christelijk Hoger Onderwijs eveneens onderwijskwalificaties aanbieden in Pretoria. Vanwege de herstructurering van het hoger onderwijs in Zuid-Afrika kon de Potchefstroomse Universiteit geen nieuwe campus openen in Pretoria. Daarom werd er een nieuwe onderwijsinstelling opgericht, AROS, die de onderwijsprogramma's namens de Potchefstroomse Universiteit ging aanbieden. Naast het aanbieden van onderwijs, begon AROS ook zijn eigen uitgeverij van christelijke schoolboeken. Ondertussen ging de Potchefstroomse Universiteit in 2004 op in de Noordwest-Universiteit. 
In 2009 werd bekend dat het ministerie van Hoger Onderwijs niet langer wilde toestaan dat AROS namens de Potchefstroom-campus van de Noordwest-Universiteit onderwijs aanbood. AROS wilde daarop zelf geaccrediteerd worden, maar in 2010 werd dit verzoek afgewezen. Niettemin diende AROS nogmaals een accreditatieverzoek in en in 2011 ontving AROS als onderwijsinstelling haar voorlopige onderwijsaccreditatie. 
In 2012 had begon AROS het academische jaar met 149 eigen eerstejaarsstudenten voor de bacheloropleiding in de grondslagfase (graad R-3).
Daarnaast voltooiden 161 ouderejaarsstudenten van de Noordwest-Universiteit hun studies aan AROS.
In 2015 werd bekend dat de uitgeverij van AROS tot 2020 de schoolboeken Afrikaans en Wiskunde (Engelstalig) voor het Namibische onderwijssysteem mocht leveren. Vanaf 2016 mocht AROS twee extra opleidingen gaan aanbieden: een bachelorgraad in de intermediairefase van het basisonderwijs een diploma in graad-R-onderwijs.
In 2017 verkreeg de Academie voor Reformatorische Opleiding en Studies zijn definitieve onderwijsaccreditatie van het Zuid-Afrikaanse ministerie van Hoger Onderwijs.

## Campus
De campus van AROS is gelegen in de Zuid-Afrikaanse hoofdstad Pretoria. De campus is gevestigd aan de Dickensonlaan 1180 in de wijk Waverley en herbergt een eigen universiteitsbibliotheek, boekwinkel, administratie en de eigen uitgeverij.

## Faculteiten
Ondanks de relatief kleine omvang van de universiteit, heeft AROS drie verschillende faculteiten:
- Faculteit Grondslagfase en Diploma
- Faculteit Intermediêrefase
- Faculteit Bybelkunde en Opvoedkundige studies

## Opleidingen
De Academie voor Reformatorische Opleiding en Studies biedt twee bacheloropleidingen aan en een niet-academische opleiding:
- Onderwijskundige bachelor voor de onderbouw van de basisschool (BEd. in Grondslagfase onderwys)
- Onderwijskundige bachelor voor de bovenbouw van de basisschool (BEd. in Intermediêrefase onderwys)
- Diploma in voorschools onderwijs (Diploma in Graad-R-onderwys)

Een aantal toekomstige opleidingen bevinden zich thans in de accreditatiefase.